# Władysław Jeliński
Władysław Jeliński (ur. 13 grudnia 1912 w Kamienicy Królewskiej, zm. 25 grudnia 1997 w Kartuzach) – pszczelarz.
W 1935 r. kawalerzysta w 2 pułku szwoleżerów rokitniańskich w Starogardzie. Żołnierz w wojnie obronnej 1939 r. Jako jeniec wojenny nr 3841 był w stalagach: IV B – Mühlberg, V C – Wildberg i innych jak np. V A Ludwigsburg. Od 1942 członek Tajnej Organizacji Wojskowej „Gryf Pomorski”. W latach 1944–1945 więziony w obozie koncentracyjnym Sachsenhausen, gdzie jego towarzyszem niedoli był Stanisław Hejnowski. Wolność odzyskali – po długim marszu śmierci przez Niemcy – z rąk wojsk amerykańskich koło miejscowości Schwerin.
Znany pszczelarz kaszubski w Siemirowicach. Jego grób jest w Sierakowicach.
Został odznaczony m.in. Krzyżem Oświęcimskim, Złotym Krzyżem Zasługi i Medalem „Za udział w wojnie obronnej 1939”.